# Stefania di Beauharnais
Stefania di Beauharnais, granduchessa di Baden (in francese: Stéphanie Louise Adrienne de Beauharnais, vicomtesse de Beauharnais; Versailles, 28 agosto 1789 – Nizza, 29 gennaio 1860), fu la consorte di Carlo II, granduca di Baden.

## Biografia

### Infanzia

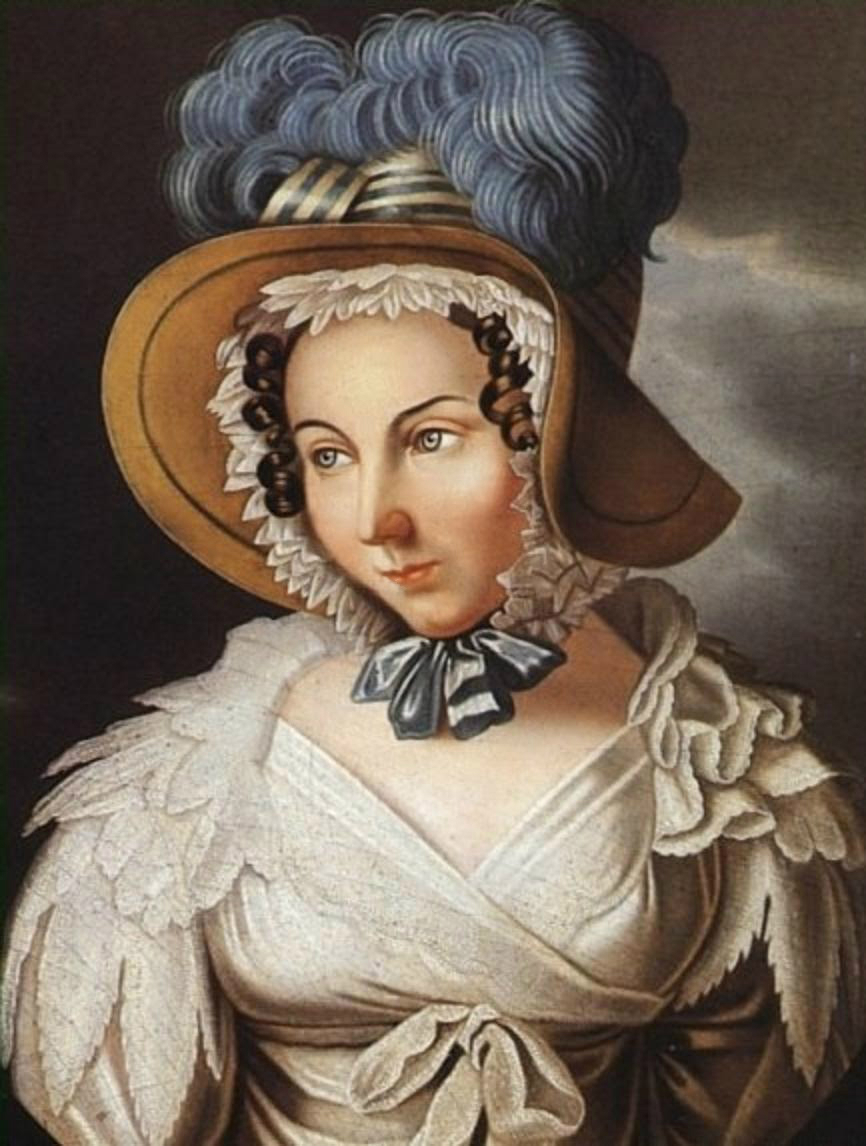
Stefania da ragazza

Nacque nella cittadina di Versailles al principio della rivoluzione francese, Stefania era una bisnipote di Claude de Beauharnais (1680–1738) e Renée Hardouineau (1696–1744) che si erano sposati a La Rochelle nel 1713. Il maggiore dei loro figli fu François de Beauharnais, Marchese de la Ferte-Beauharnais (1714–1800) che servì come governatore della Martinica. Il minore fu Claude de Beauharnais, I Conte des Roches-Baritaud (1717–1784), il nonno paterno di Stefania.
Claude aveva sposato nel 1753 Marie Anne Françoise Mouchard (1738–1813), noto nella poesia come Fanny di Beauharnais. Il loro primogenito fu Claude de Beauharnais, II Conte des Roches-Baritaud (1756–1819). Nel 1783 il II Conte sposò Claude Françoise de Lezay (1767–1791). Dal matrimonio nacquero un figlio, Alberic de Beauharnais (1786–1791) e poi Stefania. Suo padre si risposò nel 1799 con Suzanne Fortin-Duplessis (1775–1850). Dal secondo matrimonio di suo padre ebbe una sorellastra, Joséphine de Beauharnais, Marchesa de Quiqueran-Beaujeu (1803–1870).

### Ascesa familiare

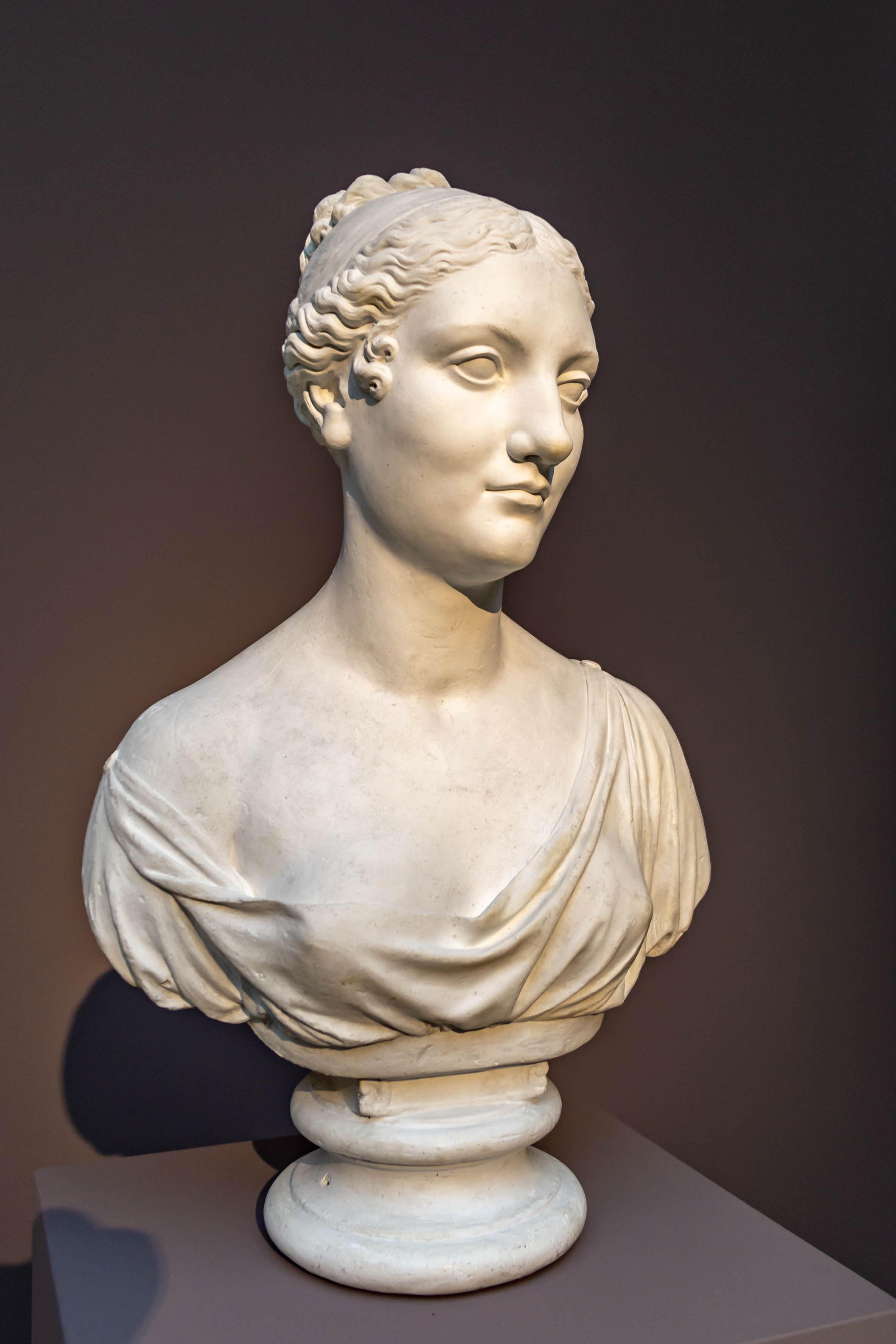
Busto raffigurante Stefania di Beauharnais

Le sorti della sua famiglia, tuttavia, sarebbero state definite da un'altra Joséphine. Il 13 dicembre 1779 Alexandre, Vicomte de Beauharnais, cugino di primo grado di suo padre, sposò Joséphine Tascher de la Pagerie. Il 23 luglio 1794, Alexandre fu ghigliottinato. Joséphine ebbe relazioni sentimentali con diverse figure influenti del Direttorio, incluso Paul Barras. Successivamente l'avrebbe presentata al suo ultimo favorito Napoleone Bonaparte. Napoleone cominciò presto a corteggiarla. Il 9 marzo 1796 si sposarono.
Il Generale Napoleone era ora il patrigno di Eugène de Beauharnais e Hortense de Beauharnais, cugini di secondo grado di Stefania. Poiché la sua importanza e ricchezza continuavano a crescere, Napoleone si ritrovà ad essere de facto benefattore sia della famiglia Bonaparte che della famiglia de Beauharnais. Stefania presto avrebbe visto il suo benefattore elevarsi a diventare Primo Console di Francia.

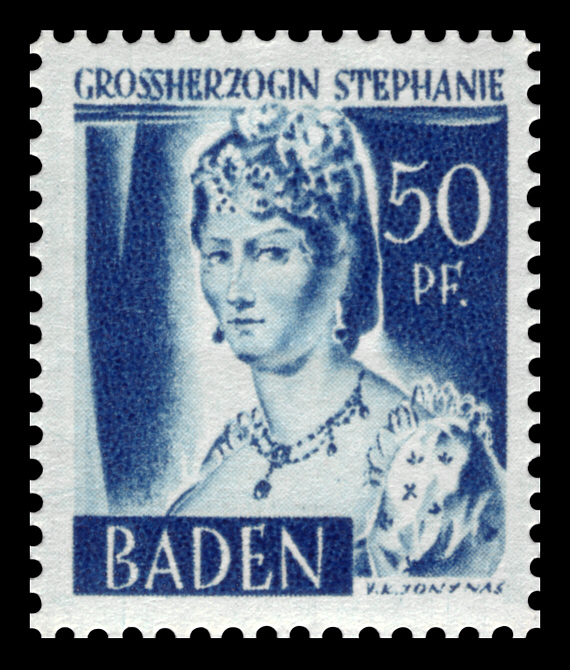
Francobollo con l'effige di Stefania

Suo "zio" si incoronò Imperatore dei Francesi il 2 dicembre 1804. Come membro importante della nuova Famiglia Imperiale, Stefania risiedeva in un appartamento nel Palazzo delle Tuileries. Il suo nuovo status le permetteva di vivere una vita piuttosto lussuosa. Sarebbe, tuttavia, presto partita sia dal palazzo che dalla Francia.

### Matrimonio

Diadema di Stefania

Ciò fu una conseguenza degli sforzi di Napoleone per assicurare un'alleanza con il principe elettore di Baden. L'alleanza doveva essere garantita mediante un matrimonio tra i discendenti dei due sovrani, legando le due dinastie. Il principe elettore sarebbe stato rappresentato da suo nipote Carlo Luigi. Napoleone invece mancava di propri discendenti legittimi. Adottò Stefania e la nominò "Princesse Française" con il trattamento di Altezza Imperiale. Il matrimonio ebbe luogo a Parigi l'8 aprile 1806. Il 25 luglio 1806 il suo nuovo nonno acquisito diventò Carlo Federico, Granduca di Baden. Avrebbe funto da capo della Confederazione del Reno.

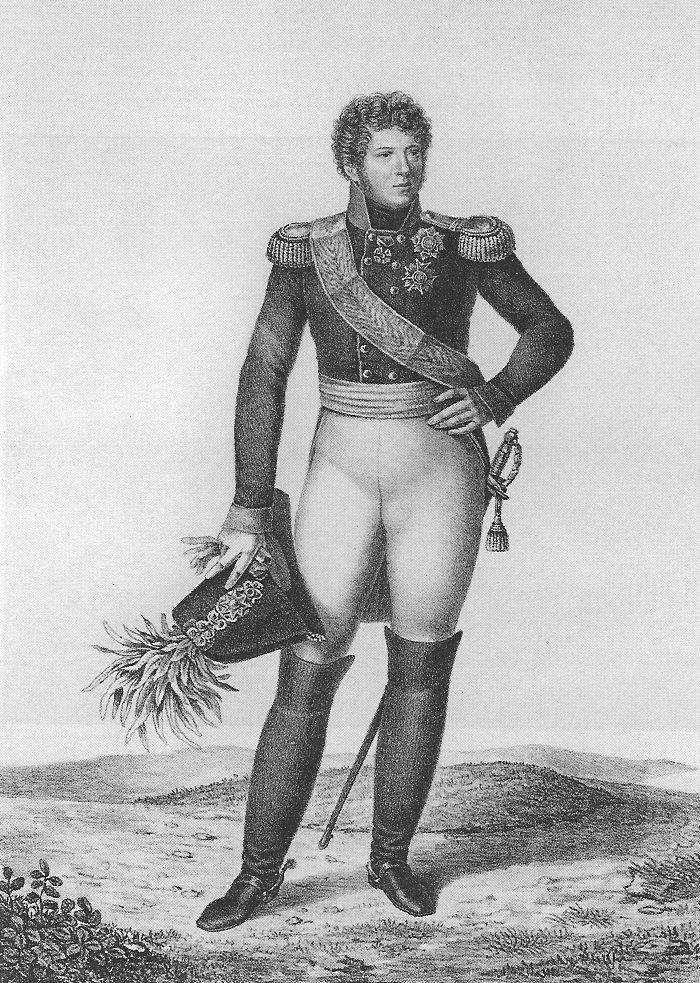
Carlo II di Baden

Secondo molti il matrimonio combinato non fu particolarmente riuscito. Suo marito era determinato a continuare a vivere da scapolo. Egli stabilì la residenza a Karlsruhe mentre a Stefania fu permesso di sistemarsi separatamente a Mannheim. Anche le lagnaze ufficiali da parte dell'imperatore non risolsero la situazione. Il Granduca offrì Schwetzingen come loro comune residenza estiva. Ma soltanto Stefania accettò l'offerta. La situazione cambiò quando divenne evidente che il granduca Carlo Federico, già avanti con gli anni, non avrebbe avuto ancora molto tempo da vivere. La coppia apparentemente si riconciliò in un tentativo di generare eredi per il trono.

### Vedovanza e morte

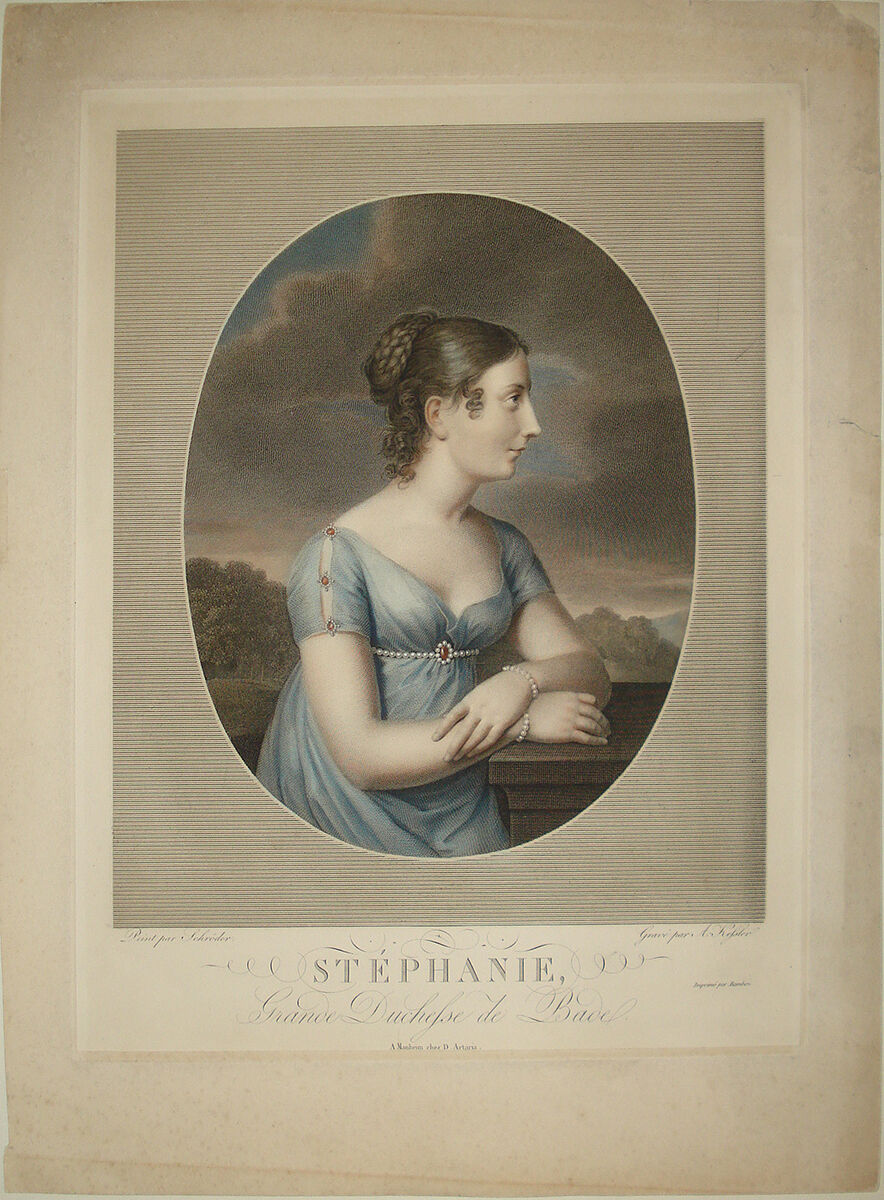
Stefania nel 1818, anno della morte del marito

Il Granduca morì l'8 dicembre 1818. Stefania rimase vedova per il resto della sua vita. Si dice sia stata una madre devota per le sue tre figlie. La sua residenza di Mannheim divenne un famoso salotto per artisti ed intellettuali. Stefania si spense a Nizza all'età di settantuno anni, nel 1860, 41 anni dopo suo marito.

## Discendenza

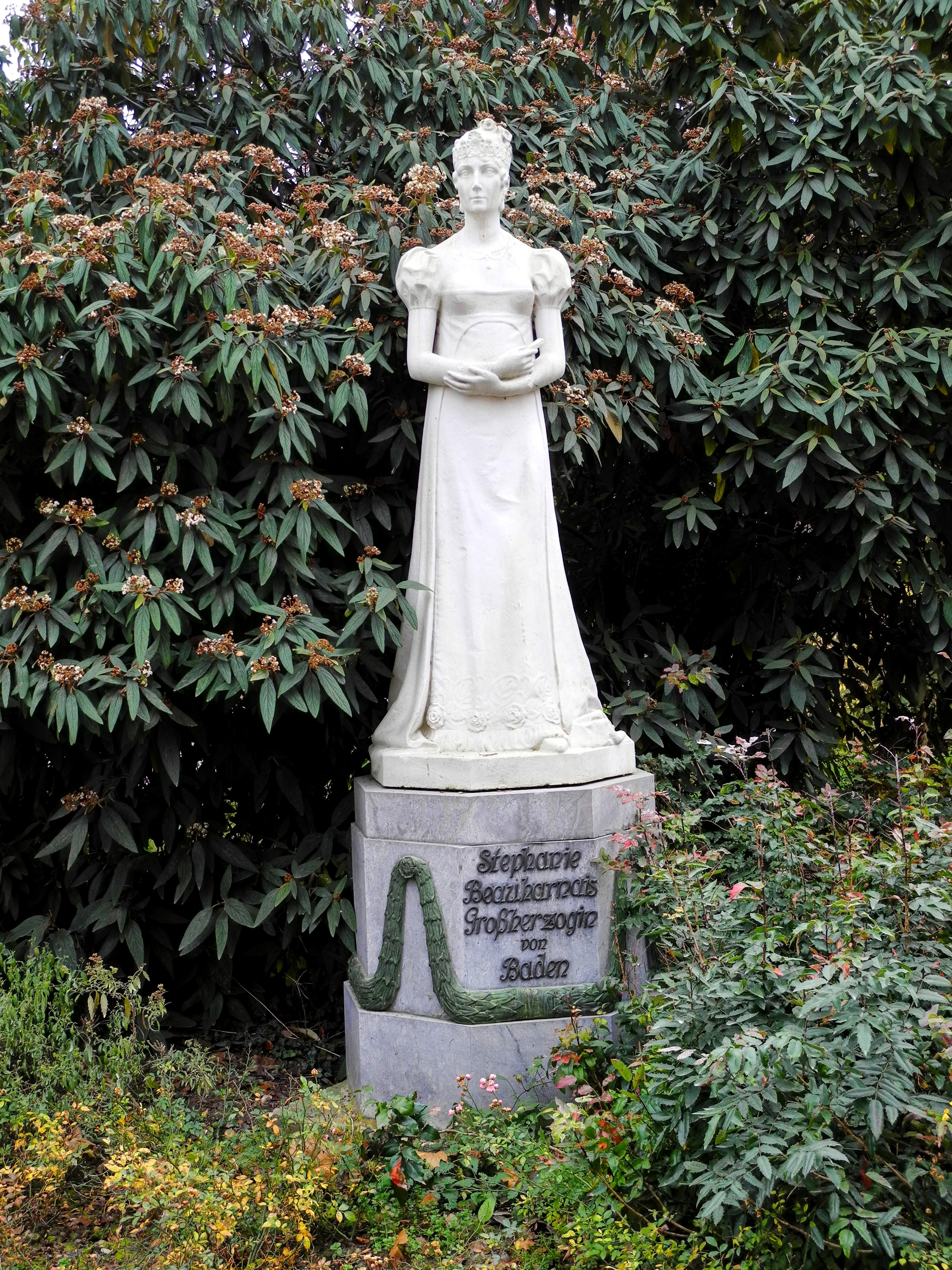
La statua di Stefania di Beauharnais nelle vicinanze del Castello di Mannheim

Il 10 giugno 1811, il marito di Stefania, Carlo successe a suo nonno come Granduca di Baden. Lui e la Granduchessa Stefania avrebbero avuto cinque figli:
- Principessa Luisa Amelia Stefania di Baden (5 giugno 1811 – 19 luglio 1854). Sposò il 30 novembre 1830 Gustavo, Principe di Vasa.
- Figlio senza nome (29 settembre 1812 – 16 ottobre 1812). Una teoria sospetta che il bambino morto senza nome sia estraneo a lei e al suo figlio effettivo (e dunque il principe ereditario) che invece era Kaspar Hauser. Sebbene alcuni autori hanno sostenuto che ciò non era il caso dello "sciocco racconto delle favole, che fino ad oggi aziona molte penne e ha trovato molta credibilità", questa teoria è stata totalmente smentita dal libro di Otto Mittelstädt Kaspar Hauser and his Baden Princedom (Heidelberg 1876)[3]. L'idea è comunque rimasta attuale in alcuni circoli fino ad oggi.
- Principessa Giuseppina Federica Luisa di Baden (21 ottobre 1813 – 19 giugno 1900). Sposò il 21 ottobre 1834 Carlo Antonio, Principe di Hohenzollern-Sigmaringen.
- Principe Alessandro di Baden (1º - 8 maggio 1816)
- Principessa Maria Amelia Elisabetta Carolina (11 ottobre 1818 – 17 ottobre 1888). Sposò il 23 febbraio 1843 William Alexander Anthony Archibald Douglas-Hamilton, XI Duca di Hamilton.

Tra i suoi discendenti si annoverano gli ex Re di Romania e gli ex Re di Jugoslavia, l'attuale Re del Belgio, l'attuale Granduca del Lussemburgo e l'attuale Principe Sovrano di Monaco.